# Tyrion Lannister
Tyrion Lannister és un personatge fictici de la saga Cançó de gel i foc de George R. R. Martin i de la seva corresponent adaptació televisiva, Game of Thrones.
Tyrion és representat com el fill nan de Lord Tywin Lannister, el fred i calculador Senyor de Roca Casterly. És un dels personatges principals de la saga en comptar amb capítols propis en quatre dels cinc llibres publicats: Joc de trons, Xoc de reis, Tempesta d'espases i Dansa de dracs. És també un dels personatges favorits dels seguidors de l'obra i fins i tot el del propi creador de la saga, George R. R. Martin.
En l'adaptació televisiva de HBO el personatge és interpretat per Peter Dinklage, el qual va guanyar un Premi Emmy i un Globus d'Or en 2011 al millor actor de repartiment en una sèrie dramàtica. Així mateix va estar nominat en els anys 2012, 2013 i 2014.

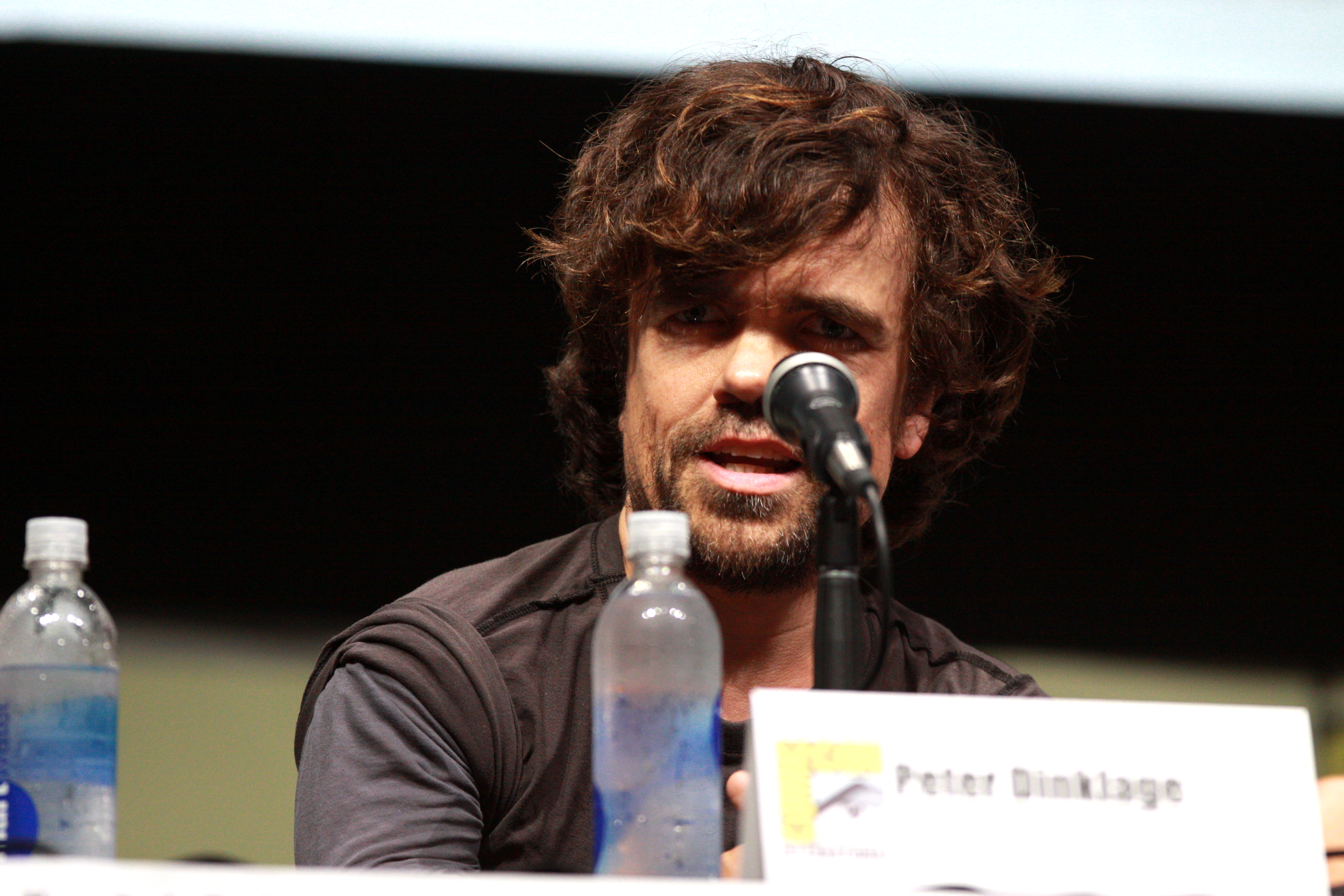
Peter Dinklage

## Història
Tyrion va ser el tercer fill de Lord Tywin Lannister i de la seva esposa Joanna Lannister. Durant el seu part, la seva mare va morir, descobrint-se que Tyrion era un nan deforme. Per això, tant el seu pare com la seva germana el van menysprear tota la seva vida i no el van tenir en consideració, excepte Jaime qui li va demostrar un amor genuí.
Tenint 13 anys, Tyrion va conèixer a una noia anomenada Tysha. Tots dos es van enamorar i es van casar en secret, fins que el seu pare ho va descobrir i llavors va decidir ensenyar-li al seu fill una dura lliçó. Tysha va ser portada a Roca Casterly i Tywin va obligar a Tyrion a contemplar com era violada pels guàrdies i pagada, després va obligar Tyrion a violar-la i que li pagués amb una moneda d'or, ja que segons ell, un Lannister val més. Després va obligar a Jaime a dir-li que Tysha era una prostituta i que l'havien comprat perquè Tyrion es fiqués al llit amb una dona per primera vegada. Aquest record traumatitzar a Tyrion per a tota la vida i va deixar a Jaime ple de culpa.

### Joc de trons
Tyrion és part de la comitiva real que viatja a Invernalia. Després de la misteriosa caiguda de Bran Stark, Tyrion sospita dels seus germans i tracta d'estar pendent de les seves reaccions. També obliga al príncep Joffrey Baratheon a presentar les seves condolences als Stark.
En lloc de tornar a Desembarcament del Rei, Tyrion va al costat d'un grup de reclutes de la Guàrdia de la Nit (entre els quals es troba Jon Nevi) rumb al Mur. Tyrion és testimoni de les penoses condicions en les quals es troba la Guàrdia, i el Lord Comandant Jeor Mormont li demana ajuda perquè convenci al rei d'enviar-los més homes. Durant la seva estada en el Mur també trava amistat amb Jon Nevi, i de camí de retorn a la capital, Tyrion para en Invernalia on li dona a Bran Stark uns plànols perquè pugui cavalcar fins i tot estant tolit.
En el seu camí de retorn, Tyrion acaba en una fonda on casualment també estava Lady Catelyn Tully. Ella havia estat advertida per Petyr Baelish que l'arma amb la qual un assassí va intentar matar a Bran pertanyia a Tyrion. Aquest és capturat per Catelyn i portat al Niu d'Àguiles per ser jutjat per la seva germana Lysa. En arribar, Lysa Tully l'acusa de planejar l'assassinat de Bran Stark i d'enverinar a Jon Arryn, l'antiga Mà del Rei, càrrecs dels quals Tyrion es declara innocent. Després d'una estada en les cel·les, reclama un judici per combat, presentant-se com el seu campió un mercenari anomenat Bronn. Aquest venç al campió de Lady Lysa i Tyrion pot fugir en llibertat. No obstant això, mentre escapaven de la Vall d'Arryn, són emboscats pels sanguinaris Clans de la Muntanya; Tyrion aconsegueix guanyar-los per al seu bàndol a canvi de promeses d'or i armes. La partida acabarà arribant a les Terres dels Rius on Lord Tywin Lannister ha entrat amb el seu exèrcit.
Tywin ha envaït les Terres dels Rius com a represàlia a l'arrest de Tyrion. Tywin decideix posar a Tyrion en l'avantguarda del seu exèrcit al costat dels seus guerrers de la Vall. La nit abans de la batalla, Tyrion coneix a Shae, una prostituta de la qual aviat s'encapritxa per la seva actitud. En la Batalla del Forca Verd, els Lannister vencen als del nord de Roose Bolton però aviat s'assabenten que el seu germà Jaime ha estat capturat.
A causa que la seva situació és perillosa, Tywin decideix partir rumb a Harrenhal mentre envia a Tyrion a Desembarcament del Rei per actuar com a Mà del Rei en funcions, amb la missió de ficar en ordre al nen-rei Joffrey Baratheon i a la seva mare. Malgrat els advertiments de Tywin que no es portés a Shae, Tyrion li desobeeix i la porta a la capital.

### Xoc de reis
Tyrion es presenta a la capital com a Mà del Rei en funcions, la qual cosa encén la fúria de Cersei. Tots dos signen una treva per, aparentment, tractar de treballar junts, però entre tots dos es desenvoluparà una autèntica lluita de poder.
Tyrion forja una aliança amb Varys, el Conseller dels Rumors, el qual li ajuda a ocultar a Shae i a enviar a Janos Slynt al Mur i reemplaçar-lo per Jacelyn Bywater. També tracta d'esbrinar quins servents del Consell Privat són espies de Cersei, arribant a la conclusió que aquest era el gran maestre Pycelle. Tyrion confronta a Pycelle i l'envia a les masmorres a més de retirar-lo del Consell Privat. Per assegurar-se la lleialtat de la Casa Martell, que no tenia bones relacions amb els Lannister, decideix pactar el matrimoni entre la princesa Myrcella Baratheon amb el príncep Trystane Martell de Dorne, a més d'atorgar-li a Dauren Martell un lloc en el Consell Privat.
Davant la imminent arribada de Stannis Baratheon amb els seus exèrcits, Tyrion prepara a la capital per resistir un setge. Alhora que intentava pactar un matrimoni entre el rei Joffrey amb Margaery Tyrell, per assegurar així una aliança entre les cases Lannister i Tyrell, enviant a Lord Petyr Baelish com a intermediari.
Finalment es produeix la Batalla d'Àigüesnegres, l'atac de Stannis sobre Desembarcament del Rei. Tyrion, que havia ordenat reunir una gran quantitat de foc valyrio, crema gairebé tota la flota de Stannis. Els defensors de la capital són liderats pel Guàrdia Real Sandor Clegane, però aquest deserta. El rei Joffrey fuig covardament i és Tyrion qui assumeix el comandament de la defensa, lluitant personalment davant les muralles. A la meitat del 
fragor del combat, un Guàrdia Real anomenat Mandon Moore ataca a Tyrion tractant de matar-ho, però és salvat pel seu escuder Podrick Payne.

### Tempesta d'espases
Tyrion es desperta convalescent després de la batalla. Descobreix que li ha quedat una gran cicatriu fruit del seu intent d'assassinat, del qual sospita que va ser ordenat per Cersei. A més descobreix que Tywin i els Tyrell s'han adjudicat el mèrit de la victòria i Tywin ha assumit el càrrec de Mà del Rei. Després de recuperar-se, Tyrion és nomenat Conseller de la Moneda i Tywin li nega qualsevol dret d'herència sobre Roca Casterly. Posteriorment és compromès amb Sansa Stark, l'anterior promesa de Joffrey, encara que Tyrion no l'obliga a consumar el matrimoni. Tyrion contracta a més a Shae com a donzella de Sansa per poder estar així prop d'ella.
Durant el banquet nupcial entre Joffrey i Margaery Tyrell, el rei és enverinat. Tyrion és acusat de l'assassinat alhora que Sansa desapareix sense rastre. La reina Cersei organitza una farsa de judici amb testimonis comprats i càrrecs falsos amb els quals poder inculpar a Tyrion. A més, porta a Shae davant el tribunal la qual menteix dient que Tyrion i Sansa van planejar junts l'assassinat de Joffrey. Incapaç de suportar aquestes mentides, Tyrion demanda un judici per combat però no pot trobar un campió, fins que el príncep Oberyn Martell s'ofereix per lluitar contra el campió de Cersei, Ser Gregor Clegane. No obstant això, Oberyn és derrotat i Tyrion és sentenciat a mort.
Abans de ser executat, el seu germà Jaime l'allibera amb ajuda de Varys. Abans d'anar-se'n, Jaime li revela la veritat que tant temps havia ocultat a Tyrion: Tysha en realitat no era una prostituta, sinó una camperola, i que va ser Tywin el que el va obligar a dir-li això. Furiós, Tyrion es declara com l'assassí de Joffrey i li diu a Jaime que Cersei s'ha estat ficant al llit amb Lancel Lannister i amb els germans Kettleblack. Tyrion fuig fins a les estances de la Mà on troba a Shae en el llit del seu pare. Després d'escanyar a Shae, Tyrion agafa una ballesta i confronta al seu pare en la latrina, el mata i fuig a les Ciutats Lliures.

### Dansa de dracs
Acompanyat de Varys, Tyrion arriba a la ciutat de Pentos. Tyrion s'ha aficionat a la beguda i viu turmentat amb la frase que li va dir el seu pare sobre el parador de Tysha: «on van les putes». Tyrion planeja arribar a Dorne per ajudar a la seva neboda Myrcella a obtenir el Tron de Ferro. S'entrevista amb el magíster Illyrio Mopatis, el qual li parla sobre Daenerys Targaryen, així que Tyrion decideix partir cap a Meereen per posar-se al seu servei. Part en un vaixell anomenat Donzella Tímida al costat de dos homes: Griff i Griff el Jove. Durant el viatge, Tyrion s'adona que Griff és Jon Connington, a qui es donava per mort, i que Griff el Jove és Aegon Targaryen, el bebè que suposadament havia estat assassinat durant el saqueig de Desembarcament del Rei.
Estant en Selhorys, Tyrion és capturat en una taverna per Jorah Mormont, el qual pretén portar-lo davant Daenerys per guanyar-se el seu perdó. De camí a Meereen són capturats per esclavistes i venuts a un ric mercader de Yunkai anomenat Yezzan zo Qaggaz. Després de la mort del seu amo, Tyrion, Ser Jorah i una nana anomenada Penny fugen i s'uneixen a la companyia mercenària dels Segons Fills, després que Tyrion els prometés terres i títols quan es convertís en Senyor de Roca Casterly.